# Arrátel
El arrátel era una unidad de peso portuguesa antes de la introducción del sistema métrico decimal, empleada también en Brasil hasta 1873.
El arrátel se descomponía en el medio arrátel (meio) y el cuarto arrátel (quarto); éste comprendía cuatro onzas, que a su vez se descomponían en ocho octavos de onza (oitavas u outavas), que comprendía tres escrúpulos y éstos a su vez 24 granos; el arrátel tenía, pues, 9216 granos y equivalía a 459 gramos del sistema métrico.
La mitad del arrátel o meio arrátel se llamaba también marco y constituía la unidad fundamental del sistema monetario.

## Valores del arrátel
| Tiempo     | arrátel | onças | libras | libras avoirdupois | kg     |
| ---------- | ------- | ----- | ------ | ------------------ | ------ |
| Siglo XIII | 1       | 12½   | 25/32  |                    | 0,3596 |
| Siglo XV   | 1       | 14    |        |                    | 0,4025 |
| 1499       | 1       | 16    | 1      | 1,011              | 0,4590 |